# Lonnie Lee

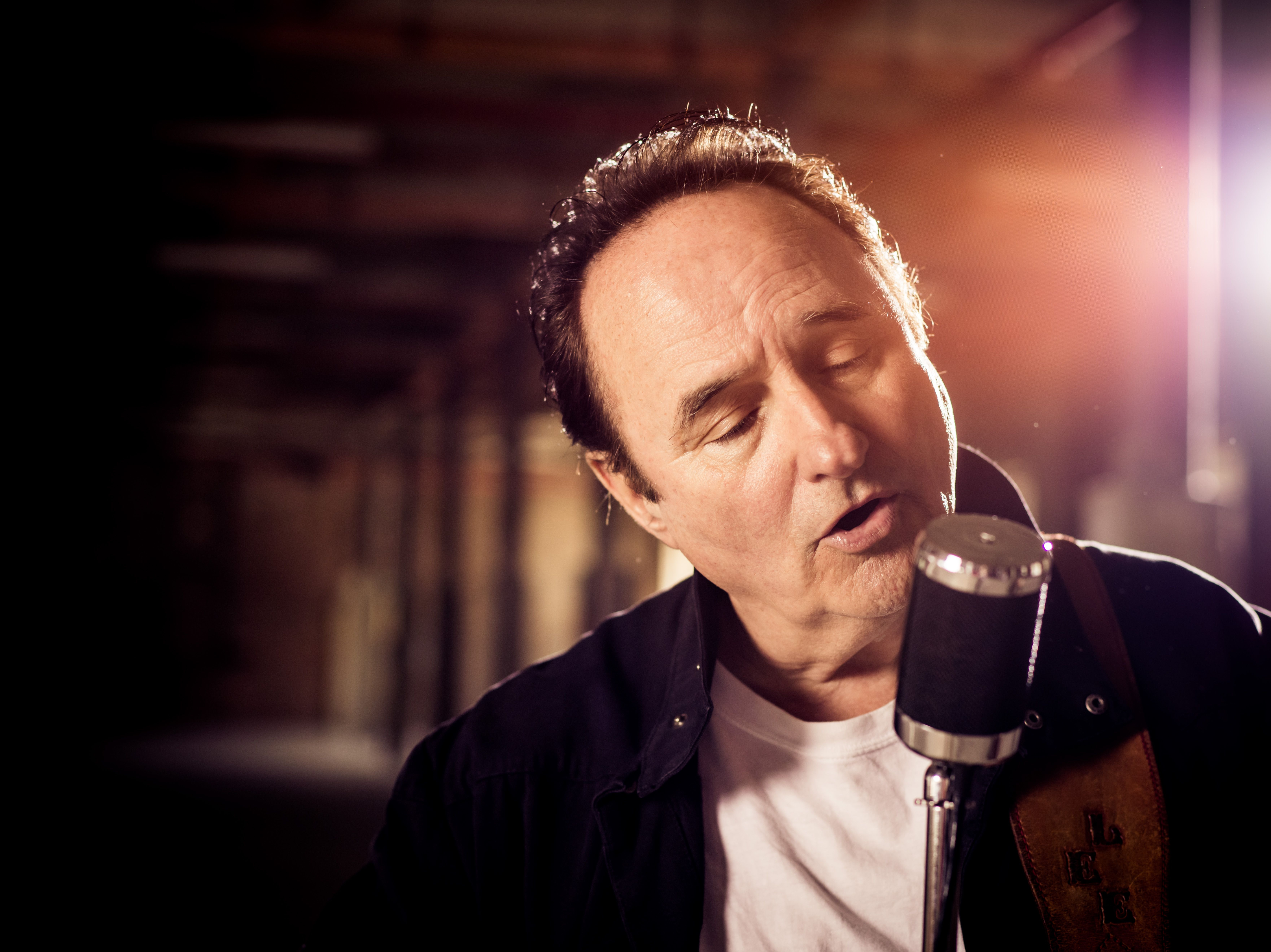
Lonnie Lee am Mikrofon

Lonnie Lee (* 18. September 1940 in Rowena als David Laurence Rix) ist ein australischer Rockabilly-, Country- und Popsänger, der seit 1956 im Geschäft ist.

## Leben
Lonnies Eltern David und Nancy unterhielten eine Schaffarm in Rowena. Seine Schwester Elizabeth war drei Jahre jünger. Lonnie besuchte in Sydney die Schule, die er 1955 mit einem Highschool-Zeugnis abschloss. Danach lernte er Buchhaltung und arbeitete in verschiedenen Jobs, darunter als Cowboy, Lastwagenfahrer sowie als Angestellter bei einer Bank und beim Radio.

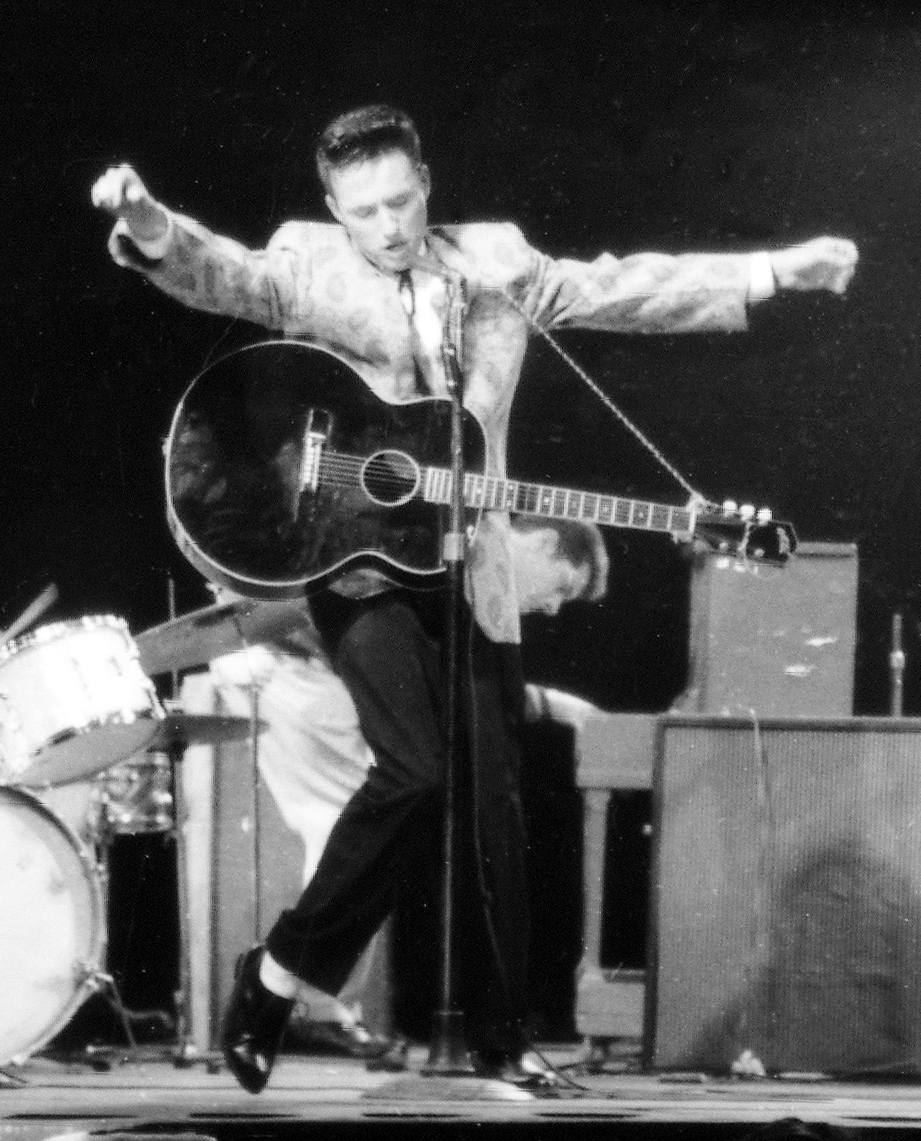
Lonnie Lee auf der Bühne im Jahr 1959

Seine Karriere als Musiker begann 1956, als er in der Radiosendung Alan Toohey’s Amateur Hour auftreten konnte. Dies führte zu einigen Engagements im kleinen Rahmen auf Partys und in Hotels. Zu dieser Zeit war er von den Arrangements von Bill Haley, vom Sound der elektrischen Gitarren, wie sie bei Aufnahmen von Elvis Presley, Chuck Berry und Bo Diddley eingesetzt wurden und von Presleys Gesangsstil beeindruckt. Im Februar 1957 gewann er den von MGM ausgerichteten Wettbewerb Australia’s own Elvis Presley und konnte anschließend ein Trio zusammenstellen. Zusammen mit dem Kollegen Johnny O’Keefe schrieb er den Song Ain’t it So, den er 1959 bei Leedon Records als seine erste Single veröffentlichen konnte. Die Platte war so erfolgreich, dass erste Fernsehauftritte folgten.
Auch seine zweite Single Starlight, Starbright, eine Komposition des amerikanischen Songwriters John Marascalco war 1960 ein Hit. Es folgten Yes Indeed I do, I Found a New Love und Defenceless. Sodann ab 1961 Sit Around and Talk, When the Bells Stop Ringing, Sitting by the River, Don’t you Know Pretty Baby und weitere. Der Promoter Lee Gordon organisierte in dieser Zeit mehrere Tourneen in Australien. Dabei teilte Lonnie Lee die Bühne mit nationalen Größen wie O’Keefe, Col Joye und Johnny Davlin sowie internationalen Stars, darunter den Everly Brothers, Ricky Nelson, Johnny Cash, Roy Orbison, Crash Craddock, Jerry Lee Lewis, Tommy Sands und Fabian. Der Höhepunkt seiner Karriere dauerte bis etwa 1963, als mit der Beatlemania die etablierten Rock-’n’-Roll-Interpreten an Nachfrage einbüßten.
Dennoch tourte er weiterhin, nun auch international: Nach einer ersten Tournee in Neuseeland spielte er auch in Europa. Zwischen 1971 und 1984 arbeitete er in den Vereinigten Staaten, die er mit eigener Band bereiste und wo er von seinem Wohnsitz Nashville aus Songs u. a. für Roy Orbison, Cher, Florence Henderson und Glen Campbell schrieb.
Seit Mitte der 1980er Jahre lebt Lonnie Lee wieder in Australien, wo er weiter als Musiker mit seiner Band „The Leemen“ unterwegs ist und auf seinem eigenen Label Starlite Records Tonträger veröffentlicht, darunter 2005 mit Can’t You See It in My Eyes eine weitere Marascalco-Komposition. 2016 feierte er sein 60-jähriges Bühnenjubiläum, worauf 2019 mit Back to Base X ein Jubiläumsalbum folgte.

## Diskografie

Lee Gordon 587

- 1959 – Ain’t It So / Shame on You, Miss Johnson, Leedon LS-573
- 1960 – Starlight, Starbright / She’s Doin’ Me Wrong, Lee Gordon LS-587
- 1960 – Yes, Indeed I Do / Lover Doll, Lee Gordon LS-596
- 1960 – Defenceless / I Found A New Love, Lee Gordon LS-601
- 1961 – Sit Around and Talk to Me / Baby Baby Bye Bye, Leedon LS-6055
- 1961 – You’re Gonna Miss Me / Sitting by the River, Leedon LK-48
- 1962 – When the Bells Stop Ringing / Sunday, Leedon LK-171
- 1962 – Don’t You Know (Pretty Baby) / Sure-Fire Bet, Leedon LK-203
- 1962 – Marylin / Too Soon to Know, Leedon LK-270
- 1963 – Acres of Everything But Love / I’d Like to Leave If I May, Leedon LK-415
- 1963 – She Is the One Girl for Me (The Great Escape March) / Fun in the Summer Sun, Leedon LK-491
- 1964 – I Need You Now / Free, Free Man, His Master’s Voice EA-4632
- 1964 – On the Run / My Baby Don’t ’Low, His Master’s Voice EA-4662
- 1965 – More Than Yesterday / Love’s Gonna Live Here, His Master’s Voice EA-4663
- 1965 – Little White House / The Waltz You Saved for Me, His Master’s Voice EA-4722
- 1971 – Hello, Love / Sad over Someone, Sunshine QK-4066
- 1971 – Starlight, Starbright / The Traveller, Sunshine QK-4338
- 1986 – (It’s) Johnny Rock ’n Roll / (I’m) Holding On, Starlite ST 801
- 2005 – Can’t You See It in My Eyes, Starlite ST 820